# Obra muerta

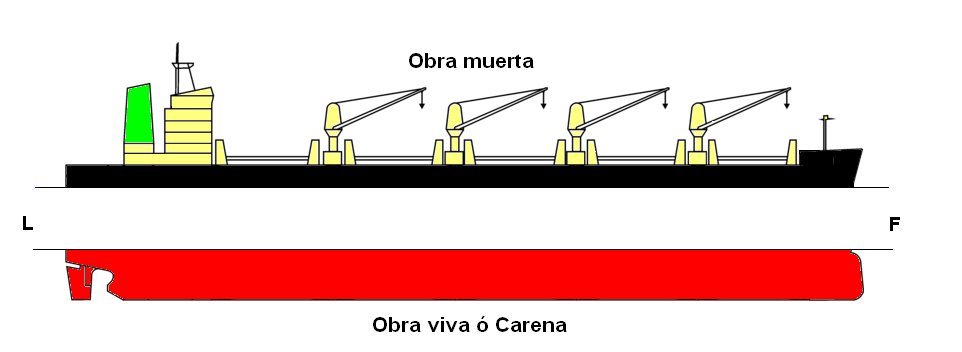

En náutica, la obra muerta es la parte del casco que está fuera del agua, de forma permanente, cuando el barco está a plena carga. Se considera para esta distinción solamente el casco del buque, puesto que todo lo que se construye a partir de la cubierta principal se llama superestructura o castillaje.[cita requerida]